# Ashendon
Ashendon es una parroquia civil del distrito de Aylesbury Vale, en el condado de Buckinghamshire (Inglaterra). En ella están ubicados el pueblo homónimo y las aldeas de Upper Pollicott y Lower Pollicott. Según el censo de 2001, la parroquia estaba habitada por 248 personas en 97 viviendas.